# Kaplica Gamrata na Wawelu
Kaplica pod wezwaniem św. Katarzyny Aleksandryjskiej, Kaplica Gamrata oraz Kaplica Grochowskiego – jest jedną z 19 kaplic publicznych bazyliki archikatedralnej św. Stanisława i św. Wacława w Krakowie na Wawelu. Znajduje się przy wschodnim ramieniu ambitu, pomiędzy zakrystią (od północy), a kaplicą Batorego (od południa). Stanowi mauzoleum bpa Piotra Gamrata. Jej patronką jest św. Katarzyna Aleksandryjska z Egiptu.

## Historia
Obiekt wybudowano w połowie XIV w. Kaplicę przebudowano z polecenia królowej Bony Sforzy w latach 1545–1547, według projektu Jana Marii Padovano. Koszty, związane z przebudową na mauzoleum dla abpa gnieźnieńskiego i bpa krakowskiego Piotra Gamrata, pokryła Krakowska Kapituła Katedralna. Kaplicę zaprojektował Jan Maria Padovano. Wykonał on również nagrobek zmarłego, będący kopią nagrobka bpa Piotra Tomickiego - jak sobie zażyczył fundator. W latach 1646–1649 odrestaurowano kaplicę z fundacji kanonika Jerzego Grochowskiego. Marmur odkuł w swoim warsztacie Bartłomiej Stopano. Wówczas powstał obecny podział architektoniczny, stiukowa dekoracja sufitu oraz portal (zachowano jednak XVI-wieczną kratę). W 1661 r. ołtarz konsekrował bp Mikołaj Oborski. Nowy obraz wstawiono do ołtarza w XVIII w.

## Architektura
Do kaplicy wiedzie barokowy portal z marmuru dębnickiego. Półkolistą, oprofilowaną arkadę flankują pilastry toskańskie, ustawione na cokołach. Na pilastrach wspiera się przełamane belkowanie, przechodzące w nastawę z okrągłym otworem okiennym. Nakrywa ją trójkątny przyczółek. W portalu osadzona jest renesansowa krata z brązu. We wnętrzu, przy ścianie południowej usytuowany jest w płytkiej niszy ze stiukową dekoracją arabeskową ołtarz z czarnego marmuru dębnickiego. Składa się z retabulum, ustawionego na mensie. Znajdujący się w nim obraz Matka Boża z Dzieciątkiem i św. Katarzyną, flankują dwie kolumny korynckie ze złoconymi kapitelami. Na kolumnach wspiera się trzykrotnie przełamane belkowanie z przerywanym przyczółkiem, pośrodku którego umieszczono wyobrażenie Boga Ojca ze złoconego stiuku. Przy ścianie północnej znajduje się natomiast nagrobek abpa Gamrata, wykonany z piaskowca. Na wysokim, przerywanym i profilowanym cokole, usytuowana jest płyta inskrypcyjna z czerwonego marmuru i ze złoconymi literami. Na cokole wspierają się półkolumny kompozytowe, flankujące wykutą z czerwonego marmuru postać zmarłego, ukazaną w pozie sansowinowskiej. Rzeźba ta spoczywa w prostokątnej płaskiej niszy. Tumbę nagrobka zaopatrzono w herb Sulima. Wyżej umieszczono płaskorzeźbę Matka Boża z Dzieciątkiem oraz śś. Stanisławem i Wojciechem. Na kolumnach znajduje się przełamane belkowanie ze zwieńczeniem. Ujmujące zwieńczenie figury usytuowano na przedłużeniu półkolumn. Przedstawiają one św. Katarzynę Aleksandryjską i śś. Piotra i Pawła. Dekoracja rzeźbiarska opiera się na elementach arabeski, groteski, maszkaronów, główek anielskich, lwich pysków, kiści owoców, liści akantu, rollwerków, wolich oczach, astragali, rautów, kaboszonów, konsoli, oraz wici roślinnej, oplatającej kolumny. W ścianie północnej oprofilowane okno arkadowe z witrażem. Przy ścianie zachodniej, na północ od portalu, znajduje się epitafium Grochowskiego z czarnego marmuru. W nim portret zmarłego z 1651. Na posadzce brązowa płyta grobowa z herbem Junosza. Kaplicę nakrywa sklepienie klasztorne z dekoracją stiukową, złożoną z girland owocowych, siedzących aniołów oraz kartuszy z herbami Junosza.